# Триумфальная арка (Новгород-Северский)
Триумфальная арка — памятник архитектуры национального значения в Новгороде-Северском. Единственный на Черниговщине пример архитектуры классицизма данного типа, так как другие триумфальные арки 2-й половины XVIII века не сохранились.

## История
В 1782 году в результате административно-территориальных изменений город Новгород-Северский приобретает новое значение. Бывшая Малороссийская губерния была разделена на три наместничества: Киевское, Черниговское и Новгород-Северское. Новгород-Северский становится центром наместничества.
В 1786 году императрица Екатерина II запланировала совершить путешествие в Крым. Планировалась, что она посетит и Новгород-Северский. Местные власти начали активно готовиться к встрече императрицы. В подготовке встречи участвовали как светские, так и духовные деятели. Организацией встречи императрицы занимались уездный дворянин Панас (Афанасий) Лобысевич, губернатор Илья Бибиков и другие. Предполагалось, что в честь Екатерины II при въезде в Новгород-Северский будет построена деревянная триумфальная арка, однако денег, пожертвованных дворянами наместничества, хватило на строительство каменной. Екатерина II прибыла в Новгород-Северский 22 января 1787 года — и въехала она в город через недавно построенную каменную (кирпичную) арку. Императрица была поражена таким торжественным приёмом и в благодарность выделила средства на строительство нового Спасо-Преображенского собора.
Арка пострадала во время Великой Отечественной войны. В 1960—1961 годах были проведены реставрационные работы, благодаря чему эта достопримечательность и сегодня украшает город, напоминая о времени исторического расцвета Новгорода-Северского.
Постановлением Кабинета Министров УССР от 24.08.1963 № 970 «Про упорядочение дела учёта и охраны памятников архитектуры на территории Украинской ССР» присвоен статус памятник архитектуры национального значения с охранным № 853.
Установлена информационная доска.

## Описание
Входит в комплекс музея-заповедника «Слово о полку Игореве».
Автором проекта считается Джакомо Кваренги. Кирпичная арка имеет проезд полукруглой формы. Венчает сооружение горизонтальный раскрепованный аттик. На пилонах между колоннами на овальных щитах размещены гербы городов, входивших в состав тогдашнего Новгород-Северского наместничества — это гг. Мглин, Конотоп, Глухов, Кролевец, Сураж, Погар, Новое Место, Стародуб, Сосница, Короп. Герб самого Новгорода-Северского находится вверху арки, в центре в лепном картуше. Завершают колонны капители с двумя завитками. Во внутренних частях проезда симметрично расположены большие ниши. Стены сооружения каменные, из кирпича на известковом растворе, оштукатурены и окрашены в традиционные классицистические цвета — белый и жёлтый.